# Delta Acheloou, Limnothalassa Mesolongiou - Aitolikou, Ekvoles Evinou, Nisoi Echinades, Nisos Petalas
Delta Acheloou, Limnothalassa Mesolongiou - Aitolikou, Ekvoles Evinou, Nisoi Echinades, Nisos Petalas este o arie protejată (arie specială de conservare — SAC, sit de importanță comunitară — SCI) din Grecia întinsă pe o suprafață de 35.641,31 ha, integral pe uscat.

## Localizare
Centrul sitului Delta Acheloou, Limnothalassa Mesolongiou - Aitolikou, Ekvoles Evinou, Nisoi Echinades, Nisos Petalas este situat la coordonatele 38°19′30″N 21°15′01″E / 38.325102°N 21.250388°E.

## Înființare
Situl Delta Acheloou, Limnothalassa Mesolongiou - Aitolikou, Ekvoles Evinou, Nisoi Echinades, Nisos Petalas a fost declarat sit de importanță comunitară în august 1996 pentru a proteja 1 specie de plante și 15 specii de animale. Situl a fost protejat și ca arie specială de conservare în martie 2011.

## Biodiversitate
Situată în ecoregiunile marină mediteraneană și mediteraneană, aria protejată conține 28 de habitate naturale: Bancuri de nisip acoperite în permanență slab de apă marină, Straturi cu Posidonia (Posidonion oceanicae), Estuare, Terase mlăștinoase și terase nisipoase neacoperite de apă la reflux, Lagune de coastă, Golfuri mici largi și golfuri puțin adânci, Recifuri, Vegetație anuală la limita mareei, Faleze cu vegetație de Limonium spp. endemic de pe coastele mediteraneene, Salicornia și alte specii anuale care populează regiunile mlăștinoase și nisipoase, Pășuni mediteraneene udate de apa mării (Juncetalia maritimi), Tufărișuri halofile mediteraneene și termo-atlantice (Sarcocornetea fruticosi), Dune mobile cu vegetație embrionară, Dune mobile de-a lungul țărmului cu Ammophila arenaria („dune albe”), Dune de coastă cu Juniperus spp., Râuri mediteraneene cu debit intermitent, cu specii de Paspalo-Agrostidion, Matorral arborescenți cu Juniperus spp., Tufărișuri termo-mediteraneene și de pre-deșert, Sarcopoterium spinosum phryganas, Pante stâncoase calcaroase cu vegetație casmofită, Peșteri inaccesibile publicului, Păduri mixte riverane de Quercus robur, Ulmus laevis și Ulmus minor, Fraxinus excelsior sau Fraxinus angustifolia, de-a lungul marilor râuri (Ulmenion minoris), Galerii de Salix alba și de Populus alba, Păduri de Platanus orientalis și Liquidambar orientalis (Platanion orientalis), Galerii și tufărișuri riverane sudice (Nerio-Tamaricetea și Securinegion tinctoriae), Păduri de Olea și Ceratonia, Păduri de Quercus macrolepis, Păduri de pin mediteraneene cu pini mezogeni endemici.
La baza desemnării sitului se află mai multe specii protejate:
- plante (1): Centaurea niederi
- mamifere (1): delfin mare (Tursiops truncatus)
- pești (8): Alosa fallax, Aphanius fasciatus, Cobitis trichonica, Economidichthys pygmaeus, Pelasgus stymphalicus, Silurus aristotelis, Telestes pleurobipunctatus, Tropidophoxinellus hellenicus
- reptile (6): Chelonia mydas, șarpele cu patru dungi (Elaphe quatuorlineata), țestoasa de baltă (Emys orbicularis), Mauremys rivulata, țestoasă bănățeană (Testudo hermanni), Testudo marginata

Pe lângă speciile protejate, pe teritoriul sitului au mai fost identificate 5 specii de amfibieni, 1 specie de mamifere, 1 specie de nevertebrate, 1 specie de pești, 17 specii de reptile.